# 永定郡
永定郡，中国唐朝时设置的郡。
天宝元年（742年）改淳州置，治所在永定县（今广西壮族自治区横县西北峦城镇北）。辖境约当今广西壮族自治区横县西部地。乾元元年（758年）复为淳州。